# ميخال روزين
ميخال روزين (بالعبرية: מיכל רוזין، من مواليد 25 يونيو 1969) سياسية إسرائيلية تشغل حاليا منصب عضو في الكنيست عن حزب ميرتس.

## حياتها
ميخال روزين من مواليد 1969 ولدت في رمات غان وتسكن في بيتاح تكفا، متزوجة وأم لثلاثة أولاد.
حاصلة على بكالوريوس في العلوم السياسية ولقب مؤهل في الاتصالات السياسية في مجال العلوم السياسية في جامعة تل أبيب.
انطلقت في نشاطها السياسي من خلال عملها كمساعدة برلمانية لعضو الكنيست ناعومي حازان، ومستشارة لوزير الصناعة والتجارة، ران كوهين، والمنسقة بين الكنيست والحكومة، وعضو في لوبي منظمة شاتيل، ومستشارة للرابطة الإسرائيلية للقادمين الجدد من أثيوبيا. عملت كمديرة حملات إعلامية لجمعية إيدي للتبرع بالأعضاء، «كين» لدفع النساء إلى الحلبة السياسية، جمعية الرياضة في المدارس، وكانت مسؤولة عن إدارة الحملات السياسية للمرشحين في السلطات المحلية. ورئيسة هيئة النساء في ميرتس. شغلت في السابق منصب المديرة العامة لاتحاد مراكز مساعدة ضحايا الاعتداءات الجنسية. اختيرت كبرلمانية متفوقة من قبل المعهد الإسرائيلي للديمقراطية.
وتشغل روزين منصب رئيسة اللوبي للتعددية والمساواة المدنية، اللوبي لمجتمع مثليي الجنس، اللوبي للنهوض بأبناء الشبيبة، اللوبي من أجل خريجي مؤسسات التربية الحريدية واللوبي من أجل المساواة في العمل.

## إنجازاتها التشريعية
'القوانين التي سنتها ميخال روزين:'
• قانون منع التحرش الجنسي (تعديل رقم 8) لعام 2013: زيادة سقف التعويض بدون الحاجة لإثبات وجود ضرر من 50.000 شيكل إلى 120.000 شيكل.
• قانون منع التحرش الجنسي (تعديل رقم 9) لعام 2013: تعريف العلاقات بين صاحب الوظيفة العامة والأشخاص الذين يقتربون منه بحكم منصبه كعلاقة مع صاحب سلطة. وهكذا، فإن قضية الموافقة على قضية التحرش الجنسي تنسقها الشخصية العامة (ويسمى التعديل «قانون موتي مالكا»).
• قانون التقادم (تعديل رقم 5) لعام 2015: تعليق سريان فترة التقادم بسبب تصرف غير لائق من طرف المدعى عليه-تعليق فترة التقادم في حالات يكون فيها المدعي تحت تهديد أو تعرض لخداع من قبل المدعى عليه.
•قانون العقوبات (تعديل رقم 6) لعام 2015: القيام بعلاقات جنسية ممنوعة بالموافقة واللواط في إطار إرشادي أو استشاري من قبل كاهن دين.
• قانون الإسكان العام (تعديل رقم 6) لعام 2015: الحفاظ على حقوق الشراء لامرأة غادرت شقتها بسبب أعمال عنف من قبل زوجها.
• قانون منع السياقة بسيارة على شاطئ البحر (تعديل رقم 5) لعام 2016: من صلاحية المحكمة منع استخدام سيارة-السماح بمصادرة سيارة-سيارة سافرت على شاطئ البحر بشكل مخالف للقانون، وتسببت بأضرار للبيئة وعرضت حياة الناس للخطر.
'إنجازات في أعقاب نشاطها البرلماني:'
• تمديد عطلة الولادة الممنوحة للطالبات الجامعيات اللواتي يتعلمن في مؤسسات للتعليم العالي لفترة ستة أسابيع كحد أدنى.
• تشريع حكومي لتقليص استهلاك الأكياس البلاستيكية التي تضر بجودة البيئة.
• تمديد فترة التقادم على دفع رسوم الاستجمام للعاملين.
• تخصيص ميزانية إقامة ملاجئ في المناطق الزراعية وإضافة ملكات (وظائف) في جهاز الصحة النفسية بمنطقة غلاف غزة.
• إقامة عيادة متخصصة لعلاج العمال الأجانب في جنوب تل أبيب، لتخفيف الضغط الموجود على صناديق المرضى في منطقة جنوب تل أبيب.
• تحسين الظروف في منشأة «حولوت» وكذلك إلغاء مذكرات الاستدعاء لذوي العائلات والشباب من خريجي جهاز التربية والتعليم.
• إحالة قانون حرية المعلومات على نشاطات شعبة الاستيطان.
• إحياء يوم خاص بحقوق المثليين والمثليات لأول مرة في تاريخ الكنيست.
• إضاءة شموع الحانوكا بشكل مشترك مع ممثلي التيارات المختلفة في اليهودية-علمانيون، أرثوذكس، إصلاحيون، محافظون-لأول مرة بتاريخ الكنيست.